# Bagaslaviškis
Bagaslaviškis is een plaats in de gemeente Širvintos in het Litouwse district Vilnius. De plaats telt 185 inwoners (2001).